# Дизайн-мислення. Спроектуй своє життя

| Дизайн-мислення. Спроектуй своє життя (обкладинка українського перекладу книги) | Дизайн-мислення. Спроектуй своє життя (обкладинка українського перекладу книги)         |
| ------------------------------------------------------------------------------- | --------------------------------------------------------------------------------------- |
| Автор                                                                           | Білл Барнет, Дейв Еванс                                                                 |
| Назва мовою оригіналу                                                           | Designing Your Life: How to Build a Well-Lived, Joyful Life by Bill Burnett, Dave Evans |
| Країна                                                                          | США                                                                                     |
| Мова                                                                            | англійська                                                                              |
| Виданий                                                                         | 20 вересня 2016                                                                         |
| Видавництво оригіналу                                                           | Knopf                                                                                   |
| Українське видавництво                                                          | Наш Формат                                                                              |
| Рік видання українською                                                         | 2018                                                                                    |
| Перекладач                                                                      | Валерія Глінка                                                                          |
| Обкладинка                                                                      | тверда                                                                                  |
| Кількість сторінок                                                              | 224                                                                                     |
| ISBN                                                                            | 978-617-7552-20-7                                                                       |

Дизайн-мислення. Спроектуй своє життя ( англ. Designing Your Life: How to Build a Well-Lived, Joyful Life by Bill Burnett, Dave Evans) — нехудожня книга, написана Біллом Барнетом та Дейвом Евансом, бестселер New York Times. Вперше опублікована в 2016 році. 2018 року перекладена українською мовою видавництвом «Наш формат» (перекладач - Валерія Глінка).

## Огляд книги
Підприємці Силіконової долини Білл Барнет та Дейв Еванс презентують книгу на основі однойменного курсу при Стенфордському університеті. Центральною темою їхньої філософії є ідея, що в основі будь-яких значимих змін лежить процес - дизайн. 
Вперше, відколи авторський курс пройшли тисячі людей, починаючи від студентів та закінчуючи пенсіонерами, в книжному форматі викладено методи як, застосовуючи базові дизайнерські інструменти, створити реальність, яка працюватиме на вас.
Навіть у дорослому віці ми часто задаємось питанням ким мріяли стати і чи всі задуми нам вдалось втілити. Автори книги - дизайнери-інноватори, ділячись своїми знаннями, намагаються допомогти читачу визначити, чого він хоче та як цього досягти. Заохотивши читача чітко оцінити своє життя, автори радять застосувати метод «прототипу», ключовим інструментом якого є створення так званого «Журналу хороших часів» - нарису з найбільш активних та енергійних прожитих моментів. 
Огляніться навколо -  все в нашому світі спроектовано кимось. Дизайнери створюють нові світи та вирішують проблеми, використовуючи креативне мислення. І кожен проект починається з проблеми, яку дизайнер чи група дизайнерів намагаються розв’язати. 
Автори прагнуть показати нам як дизайнерське мислення допомагає створити значиме та повноцінне життя, незважаючи на те, хто та де ми є, чим займаємось та скільки нам років. Те саме дизайнерське мислення відповідає за технології та продукти, що можуть бути використані для створення кар’єри та життя, повного задоволення та радощів, креативного та продуктивного з можливими приємними сюрпризами. 
Використовуючи реальні життєві історії та перевірені техніки ви навчитесь як прокласти свій шлях, крок за кроком за власноруч спроектованим дизайном. Адже, правильно спроектоване життя - це гарно прожите життя. 
Наповнена практичними методами та цінними порадами, ця книжка неодмінно займе вагоме місце серед літератури професійного розвитку.

## Переклад укр.
- Барнет Білл, Еванс Дейв. Дизайн-мислення. Спроектуй своє життя / пер.Валерія Глінка. К.: Наш формат, 2018 - с.224. - ISBN 978-617-7552-20-7